# Ханссон, Пер (футболист)
Пер Ха́нссон (швед. Pär Hansson; 22 июня 1986, Вейбюстранд) — шведский футболист, вратарь, выступающий за клуб «Хельсингборг» и сборную Швеции.

## Карьера

### Клубная
Начал играть в футбол в молодёжной команде «Вейбюслетт», первоначально играл на месте атакующего полузащитника, но в подростковом возрасте выбрал позицию вратаря. В 2001 году стал игроком молодёжного состава «Хельсингборга».
В основной команде «Хельсингборга» числился с 2006 года, но был только третьим вратарём и не сыграл за два года ни одного матча. В сезоне 2008 перешёл на правах аренды в клуб из Суперэттана «Энгельхольм». Принял участие во всех 30 играх и помог клубу занять 5-е место в Суперэттан — на тот момент наивысшее в истории «Энгельхольма».
Вернувшись в «Хельсингборг», стал основным вратарём клуба. Сезон 2009 года был подпорчен травмой, из-за которой Ханссон был вынужден пропустить несколько матчей. В следующем сезоне его уверенная игра помогла команде выиграть Кубок Швеции и занять второе место в чемпионате. Перед стартом сезона 2011 был выбран капитаном «Хельсингборга» и выиграл с командой за год сразу три титула: Суперкубок, чемпионат и Кубок Швеции.

### В сборной
Ещё будучи игроком молодёжной команды «Хельсингборга», Ханссон вызывался в юношеские сборные Швеции разных возрастов. Признавался лучшим вратарём мемориала Ежека 2003 года. В молодёжную сборную привлекался с 2007 года, но чаще был дублёром Юхана Далина. Входил в заявку молодёжной команды на чемпионат Европы 2009 года, но на турнире не играл.
В сборной Швеции дебютировал 19 января 2011 года в товарищеской встрече со сборной Ботсваны. Шведы выиграли со счётом 2:1, на 47-й минуте гол в ворота Ханссона забил Джоэль Могороси. Через год, 18 января 2012 года Ханссон в своём втором матче против сборной Бахрейна сумел сохранить ворота в неприкосновенности, а матч завершился подебой шведских футболистов со счётом 2:0. Считается третьим вратарём сборной после Андреаса Исакссона и Юхана Виланда.
Ханссон был включён в заявку шведской сборной на чемпионат Европы 2012 года.

## Достижения
- Чемпион Швеции: 2011
- Чемпион Нидерландов: 2017
- Обладатель Кубка Швеции (2): 2010, 2011
- Обладатель Суперкубка Швеции (2): 2011, 2012
- Обладатель Кубка Нидерландов (1): 2015/16